# Cat-Ba-Langur
Der Cat-Ba-Langur (Trachypithecus poliocephalus, Syn.: Semnopithecus poliocephalus), auch Goldkopflangur genannt, ist eine Primatenart aus der Gruppe der Schlankaffen (Presbytini). Sie kommt nur auf der Insel Cát Bà in der Halong-Bucht im Norden Vietnams vor.

## Merkmale
Cat-Ba-Languren erreichen eine Kopf-Rumpf-Länge von 49 bis 59 (Männchen) bzw. 49 bis 55 Zentimetern (Weibchen), der Schwanz ist mit 82 bis 92 Zentimetern deutlich länger als der Körper. Männchen sind schwerer als Weibchen und erreichen 8 bis 9,5 Kilogramm, während Weibchen etwa 6,7 bis 8 Kilogramm auf die Waage bringen. Es sind schlanke Primaten mit schlanken Händen und Füßen, die Daumen sind stark verkleinert. Das Rückenhaar kann bis zu 18 cm lang sein und bildet eine Art Umhang.
Das Fell dieser Primaten ist im hinteren Bereich dunkel schokoladenbraun gefärbt, der Kopf und die Schulterregion kontrastieren stark und sind goldbraun bis gelbweiß gefärbt. Auf dem Kopf befindet sich ein leuchtend gelblich gefärbter Haarschopf, das Gesicht ist dunkel. Von den Oberschenkeln zum hinteren Rücken verläuft ein graues, etwa 5 cm breites, v-förmiges Band. Die Haare dieses Bandes sind dunkelbraun wie der Rest des Rückens, ihre Spitzen sind aber silbriggrau. Kleine gelbe Flecken auf den Händen und den Füßen haben dieselbe Tönung wie die Schultern. Die Schamgegend der Weibchen ist hell gelblich oder weiß. Alle haarlosen Hautpartien, also Gesicht, Ohren, Hände und Füße sind schwarz.
Neugeborene haben ein helles gelboranges Fell. Nach neun Monaten werden der Rücken und der Schwanz dunkler und das Band auf dem hinteren Rücken und den Oberschenkeln beginnt sich silbergrau abzuzeichnen. Mit fortschreitendem Alter wird das Fell zunehmend dunkler und mit einem Alter von 1,5 bis 2 Jahren sind die Jungtiere von den Erwachsenen kaum noch zu unterscheiden.

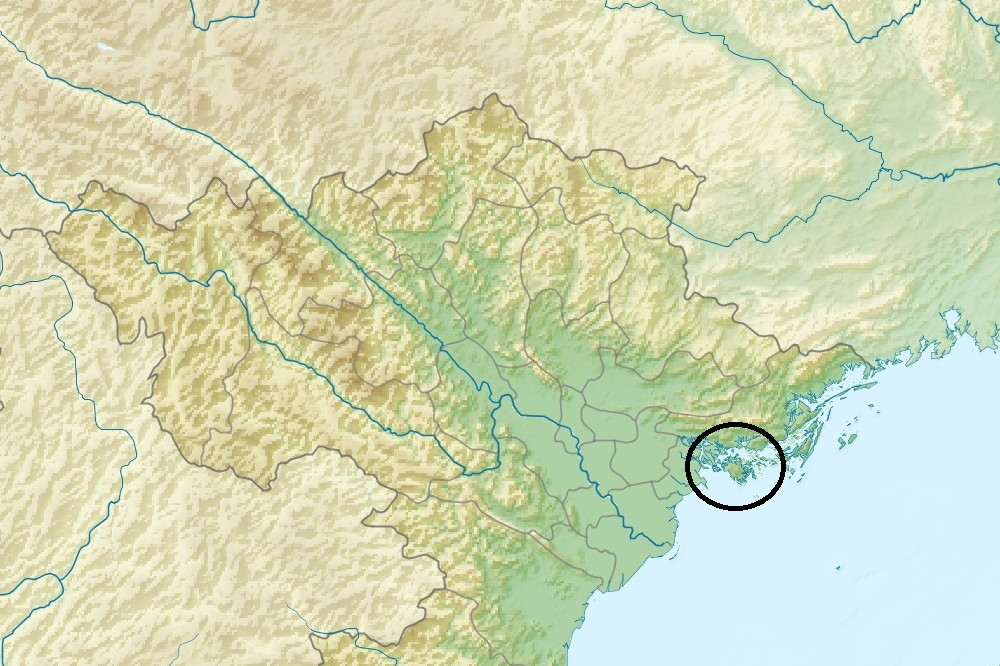
Lage der Insel Cat-Ba in der Halong-Bucht

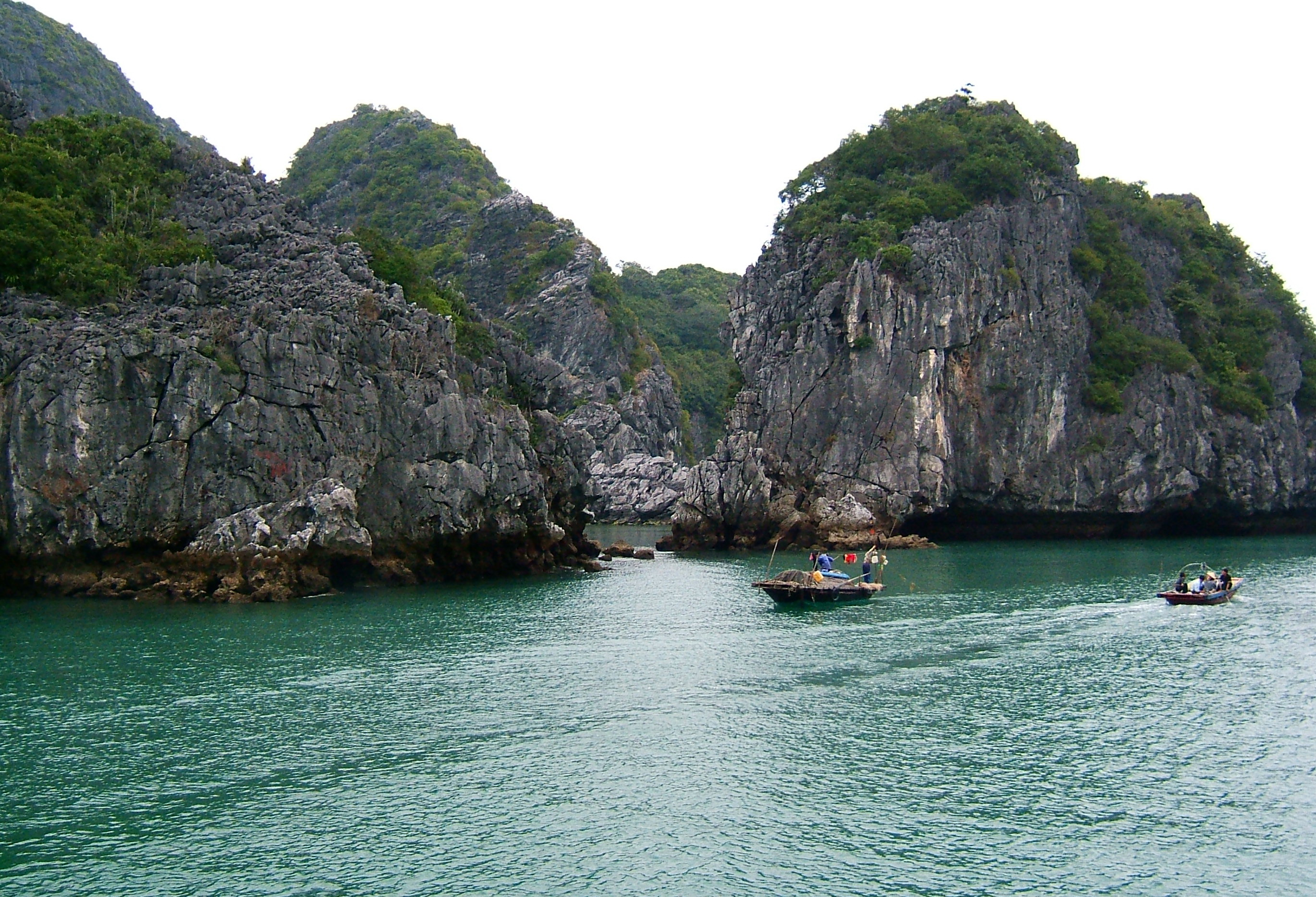
Die Insel Cat-Ba

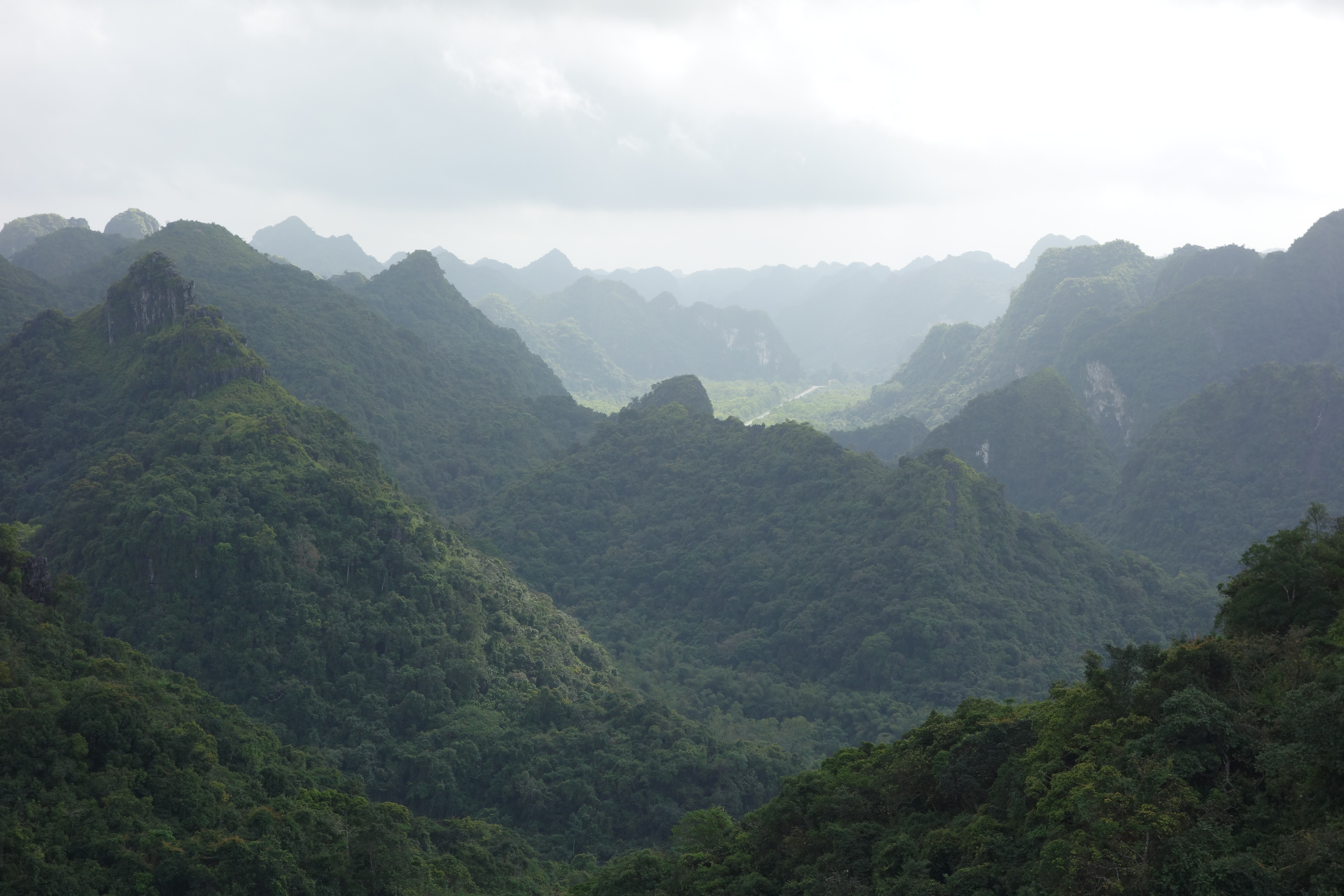
Das Inselinnere mit Karsthügeln

## Lebensraum
Cat-Ba-Languren leben in subtropischen Wäldern, die auf Karsthügeln wachsen. Die Region ist vom Monsun geprägt mit ausgeprägten Regen- und Trockenzeiten. Die kühle Trockenzeit reicht von November bis März, die Regenzeit von Mai bis September mit dem heftigsten Monsunregen im Juli und im August. Die mittlere jährliche Regenmenge liegt bei etwa 1800 mm, in der Trockenzeit kann die Temperatur bis auf 0 °C fallen.

## Lebensweise
Cat-Ba-Languren halten sich meist auf Bäumen auf, gehen jedoch auch auf den Erdboden. Sie sind geschickte Kletterer, die sich vor allem vierbeinig fortbewegen. Sie sind tag- und dämmerungsaktiv, zur Nachtruhe ziehen sie sich – insbesondere in der kühleren Jahreszeit und bei schlechtem Wetter – in Karsthöhlen zurück. Sie leben in Gruppen von fünf bis neun Tieren. Dies sind Haremsgruppen, die üblicherweise aus einem Männchen, einem oder mehreren Weibchen und dem gemeinsamen Nachwuchs bestehen. Cat-Ba-Languren ernähren sich vor allem von Blättern, außerdem werden junge Triebe, Früchte, Blüten und Borke gefressen. Bisher hat man 89 Pflanzen aus 42 Familien bestimmt, die den Cat-Ba-Languren als Nahrung dienen. In Anpassungen an ihrer isolierten Umwelt auf der kleinen Insel  haben die Languren die Fähigkeit Salzwasser zu trinken entwickelt. Etwa zwei Drittel des Tages ruhen die Tiere, 15 % der Zeit wird gefressen. Jungtiere verbringen zwei Drittel des Tages mit Spielen und anderen sozialen Aktivitäten.

## Gefährdung
Cat-Ba-Languren zählen zu den seltensten Primaten und werden von der IUCN als vom Aussterben bedroht (Critically Endangered) gelistet. Von den etwa 2500 bis 2800 Tieren, die in den 1960er-Jahren noch lebten, ging die Gesamtpopulation bis 1999 auf nur noch 104 bis 135 Individuen zurück. Zwischen 2002 und 2004 lebten sogar nur noch 50 Tiere dieser Art. Danach (Stand: Dezember 2023) wuchs die Population auf 74 bis 79 Individuen an, von denen 38 reproduktiv aktiv waren.
Der Lebensraum der Cat-Ba-Languren ist ein 98 km² großer Nationalpark Vietnams, der seit dem Ende der 1990er-Jahre außerdem ein Biosphärenreservat und Weltkulturerbe der UNESCO ist. Dennoch ist diese Tierart weiterhin sehr stark gefährdet durch Wilderei aufgrund des Glaubens an die in der traditionellen chinesischen Medizin (TCM) gelehrte Heilwirkung von zermahlenen Knochen oder getrockneten Organen der Tiere und durch den sich in der Region ausweitenden Tourismus. Dank eines im Oktober 2000 begonnenen Projektes in Zusammenarbeit mit der vietnamesischen Regierung beginnt der Bestand sich derzeit langsam wieder zu erholen. Das Cat Ba Langur Conservation Project entstand in Zusammenarbeit mit dem Allwetterzoo Münster und der Zoologischen Gesellschaft für Arten- und Populationsschutz (ZGAP). Die Tiere leben derzeit in zu kleinen Gruppen zusammen, um eine stabile Population bilden zu können. Die Mindestzahl an Individuen, um das Überleben der Art zu sichern, betrüge 200. Diese Anzahl kann nach Angaben von Roswitha Stenke, der deutschen Projektleiterin auf Cat Ba bis 2008, frühestens nach 15 bis 20 Jahren wieder erreicht werden. Seit Projektbeginn 2001 erhöhte sich die Zahl der Tiere auf über 70, und es wurden zahlreiche Jungtiere geboren.